# Paul Baron
Paul Baron (Saint-Maur-des-Fossés, 23 de mayo de 1895-5 de noviembre de 1973) fue un futbolista y entrenador de fútbol francés.

## Trayectoria como jugador
Baron jugó en la posición de mediocampista, desempeñándose en las décadas de 1920 y 1930 en algunos clubes capitalinos como el Olympique de Paris, el Red Star Saint-Ouen y el Racing Club de France, siendo este último el club donde se retiró en 1932.
Llegó a ganar la Copa de Francia en 1928 con el Red Star Saint-Ouen. Previamente había alcanzado el subcampeonato en este torneo con el Olympique de Paris en 1921.

### Selección de Francia
Fue convocado a la selección francesa en una oportunidad, el 22 de abril de 1923, con motivo de un partido amistoso contra el representativo de Suiza (2:2).

### Clubes como futbolista
| Club                  | País    | Año       |
| --------------------- | ------- | --------- |
| VGA Saint-Maur        | Francia | ?         |
| AS Française          | Francia | 1919-1920 |
| Olympique de Paris    | Francia | 1920-1926 |
| Red Star Saint-Ouen   | Francia | 1926-1930 |
| Racing Club de France | Francia | 1930-1932 |

## Trayectoria como entrenador
Baron se inició como director técnico en el Red Star Saint-Ouen en la temporada 1934-1935 aunque conoció su etapa más fecunda como entrenador entre 1944 y 1952, en el Racing Club de France, al conquistar dos veces la Copa de Francia, en 1945 y 1949, y alcanzar el subcampeonato en 1950. Así pues, Baron tuvo la particularidad de alzar la Copa de Francia tanto como jugador que como entrenador.
Paralelamente a sus funciones de entrenador del Racing Club de France, se le confió la preparación de la selección de Francia con vistas al Mundial de 1950, como asistente técnico del entonces seleccionador galo Paul Nicolas. Sin embargo la Federación Francesa de Fútbol renunció a participar en la justa.
Regresó al Red Star Saint-Ouen y también dirigió al AS Cannes, aunque con menos éxito que en el Racing Club de France, club donde retornó en 1964 retirándose al año siguiente.

### Selección de Haití
En 1953, Baron se hizo cargo de la selección de Haití en las eliminatorias al Mundial de 1954, dirigiendo cuatro partidos de ida y vuelta ante Estados Unidos y México. No tuvo una buena presentación al mando de los Grenadiers perdiendo sus cuatro encuentros.

### Selección de Grecia
En 1959, Baron fue designado seleccionador de Grecia a la que dirigió en el torneo de clasificación a los Juegos Olímpicos de Roma 1960, enfrentando a Yugoslavia e Israel. Solo consiguió derrotar a los israelíes por 2:1, el 3 de abril de 1960, perdiendo sus demás partidos.

### Clubes como entrenador
| Club                  | País             | Año       |
| --------------------- | ---------------- | --------- |
| Red Star Saint-Ouen   | Francia          | 1934-1935 |
| AS Saint-Eugène       | Argelia francesa | ?         |
| Racing Club de France | Francia          | 1944-1952 |
| Haití                 | Haití            | 1953-1954 |
| Red Star Saint-Ouen   | Francia          | 1956-1958 |
| AS Cannes             | Francia          | 1958-1959 |
| Grecia                | Grecia           | 1959-1960 |
| Red Star Saint-Ouen   | Francia          | 1960-1961 |
| Racing Club de France | Francia          | 1964-1965 |

## Palmarés

### Como futbolista

#### Campeonatos nacionales
| Título          | Club                | País    | Año  |
| --------------- | ------------------- | ------- | ---- |
| Copa de Francia | Red Star Saint-Ouen | Francia | 1928 |

### Como entrenador

#### Campeonatos nacionales
| Título          | Club                  | País    | Año  |
| --------------- | --------------------- | ------- | ---- |
| Copa de Francia | Racing Club de France | Francia | 1945 |
| Copa de Francia | Racing Club de France | Francia | 1949 |